# Michał Flakowski
Michał Flakowski (ur. 17 grudnia 1891 w Biskupcu koło Reszla, zm. 14 września 1975 w Bartołtach Wielkich) – Warmiak, polski gawędziarz ludowy.
Był synem Michała i Anny z Jędrychowskich. Pochodził z rodziny zaangażowanej w ruch polski, w okresie plebiscytowym działał w Towarzystwie "Sokół" (wspólnie z bratem). Należał do Związku Polaków w Niemczech. W 1935 osiadł na stałe w Bartołtach Wielkich koło Olsztyna, gdzie pracował jako rolnik. Zmarł w Bartołtach 14 września 1975.
Cieszył się sławą jako gawędziarz ludowy. Część z jego opowieści spisała Maryna Okęcka-Bromkowa i wydała w zbiorze Nad jeziorem bajka śpi (Olsztyn 1962).